# حياة جاسم
حياة جاسم محمد (1936) شاعرة وأستاذة جامعية متقاعدة عراقية. ولدت في بعقوبة وحصلت على الإجازة في اللغة العربية وآدابها عام 1959، والماجيستر في الأدب العربي عام 1972 من جامعة بغداد. ثم الدكتوراه في النقد الأدبي عام 1978 من جامعة إنديانا. درّست اللغة العربية في الجامعة المستنصرية في العراق، ثم في جامعة إنديانا الأميركية، ثم في كليّة الفنون الجميلة في بغداد، ثم في المعهد العالي للفن المسرحي في تونس، ثم في مراكز الدراسات الجامعية للبنات في جامعة الملك سعود في الرياض، ثم في المعهد العالي للصحافة في الرباط.

## مسارها العلمي والمهني
ولدت الكاتبة والأديبة العراقية د. حياة جاسم محمد سنة 1936 في بعقوبة بالعراق. وحصلت على الليسانس في اللغة العربية وآدابها من كلية البنات ببغداد سنة 1956، وماجستير الأدب العربي من كلية الآداب ببغداد سنة 1972، ودكتوراه الفلسفة(hp.D) من جامعة إنديانا بالولايات المتحدة الأمريكية في النقد الأدبي سنة 1978. وهي زوجة الإعلامي والشاعر العراقي الكبير الفقيد زكي محمد الجابر.
وعملت مدرسة للعربية وآدابها في ثانويات العراق ودور المعلمات سنوات 1956 - 1968، ثم في الجامعة المستنصرية موسم 1971- 1972، وجامعة إنديانا موسم 1976 - 1977، وكلية الفنون الجميلة ببغداد سنوات 1978 - 1980، والمعهد العالي للفن المسرحي بتونس سنوات 1981 - 1983، ومركز الدراسات الجامعية للبنات بجامعة الملك سعود بالرياض سنوات 1983- 1988، والمعهد العالي للفن المسرحي في تونس، والمعهد العالي للمسرح والتنشيط الثقافي بالرباط في أواخر وبدايات تسعينات ق.20، والمعهد العالي للصحافة بالرباط منذ سنة 1988.

## مساهماتها البحوثية والأدبية
نشرت الدكتورة حياة جاسم محمد شعرها في الصحف والمجلات العربية مثل : الأقلام العراقية، الآداب البيروتية، الأديب اللبنانية، عالم الفكر، العربي، الثقافة الأجنبية، المجلة التونسية لعلوم الاتصال. 
وإلى ذلك نشرت الدكتورة حياة جاسم محمد أزيد من العشرين بحثاً وترجمة في دوريات ومنشورات عربية مختلفة.

## مؤلفاتها
- سيزيف يتمرد (شعر)، بغداد، 1970
- خارج الإطار داخل اللوحة (شعر)، 2000
- وحدة القصيدة في الشعر العربي حتى نهاية العصر العباسي. ط1، وزارة الإعلام، بغداد، 1972. وط2، الرياض، دار العلوم، 1986
- الدراما التجريبية في مصر (1960_1970) والتأثير الغربي عليها، دار الآداب، بيروت، 1983
- التلفزيون والنقد المبني على القاريء (ترجمة)، المنظمة العربية للتربية والثقافة والعلوم، تونس، 1991
- نظريات السرد الحديثة (ترجمة) للكاتب والاس مارتن، المجلس الأعلى للثقافة، القاهرة، 1998
- للفرح أغنية أخرى (نصوص سردية)، دار الأهالي، دمشق، 1998
- القفز فوق الموجة (نصوص سردية)،منشورات الموجة، الرباط، 1999